# Барк-Ренч (Колорадо)
Барк-Ренч (англ. Bark Ranch) — переписна місцевість (CDP) в США, в окрузі Боулдер штату Колорадо. Населення — 202 особи (2020).

## Географія
Барк-Ренч розташований за координатами 40°7′4″ пн. ш. 105°26′27″ зх. д. / 40.11778° пн. ш. 105.44083° зх. д. (40.117803, -105.440718).  За даними Бюро перепису населення США в 2010 році переписна місцевість мала площу 2,26 км², з яких 2,23 км² — суходіл та 0,02 км² — водойми.

## Демографія
Згідно з переписом 2010 року, у переписній місцевості мешкало 213 осіб у 93 домогосподарствах у складі 59 родин. Густота населення становила 94 особи/км².  Було 112 помешкання (50/км²).
Расовий склад населення:
| - 97,7 % — білих - 0,9 % — азіатів |

До двох чи більше рас належало 1,4 %. Частка іспаномовних становила 0,5 % від усіх жителів.
За віковим діапазоном населення розподілялося таким чином: 16,9 % — особи молодші 18 років, 78,4 % — особи у віці 18—64 років, 4,7 % — особи у віці 65 років та старші. Медіана віку мешканця становила 45,2 року. На 100 осіб жіночої статі у переписній місцевості припадало 113,0 чоловіків;  на 100 жінок у віці від 18 років та старших — 108,2 чоловіків також старших 18 років.
Середній дохід на одне домашнє господарство  становив 132 010 доларів США (медіана — 116 985), а середній дохід на одну сім'ю — 132 010 доларів (медіана — 116 985). 
Цивільне працевлаштоване населення становило 97 осіб. Основні галузі зайнятості: роздрібна торгівля — 53,6 %, освіта, охорона здоров'я та соціальна допомога — 46,4 %.